# Првоножина
Првоножина је насељено место у саставу Града Велике Горице, у Туропољу, Хрватска.

## Становништво
| Националност       | 1991.     |
| Хрвати             | 49 (100%) |
| Срби               | 0         |
| Југословени        | 0         |
| остали и непознато | 0         |
| Укупно             | 49        |